# Проспект Миру (Конотоп)
Проспе́кт Ми́ру — головна та одна з найдовших вулиць міста Конотоп Сумської області. Пролягає через центральну частину міста. Сполучає центр сучасного міста з районом Шляхопроводу. Сполучає вулицю Успенсько-Троїцьку з вулицями Свободи та Богдана Хмельницького, утворюючи перехрестя з вулицею Братів Лузанів. Прилучаються вулиці Шевченка, Лазаревського, Романа Шухевича, Колективна та провулок 3-й Миру.

## Історія
Перші згадки про вулицю датуються 1914—1915 роками. Від початку свого існування отримала назву Соснівське Шосе, через те, що з кінця XIX століття сполучала місто із залізничним вокзалом. На початку XX століття вулиця була облаштована бруківкою за кошти власників місцевого механічного та чавунного заводів — родини Кетхудових. Ділянка вулиці від початку і до сучасної вулиці Лазаревського з 1920-х років та до середини XX століття мала назву вулиця Лазарієвського.
У 1920 році перейменована на Пролетарську вулицю. Перша згадка під такою назвою зустрічається 28 червня 1929 року. У 1945 році перейменована в проспект Сталіна. У 1954 році, під час боротьби з культом особи Сталіна, перейменована на проспект Миру.

## Пам'ятки архітектури

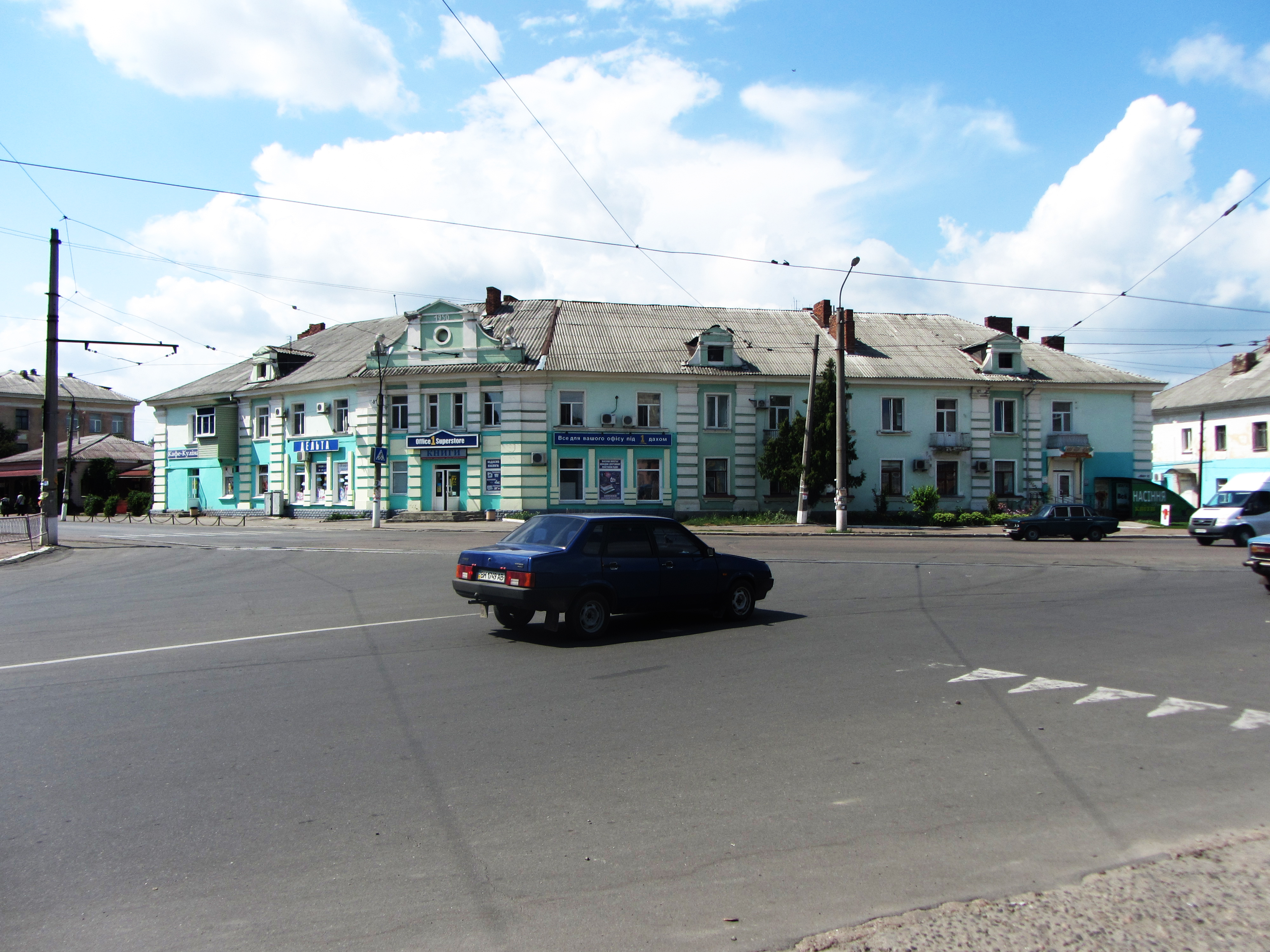
Житловий будинок (Проспект Миру, 82, пам'ятка архітектури, 1950)

- буд. № 8 — Будинок Рад (1926—1927 роки);
- буд. № 10 — житловий будинок, пам'ятка архітектури (1953);
- буд. № 80 — житловий будинок, пам'ятка архітектури (1950);
- буд. № 82 — житловий будинок, пам'ятка архітектури (1950)[5].